# Martin Neuner
Martin Neuner (* 14. Dezember 1900 in Partenkirchen; † 2. August 1944 ebenda) war ein deutscher Skispringer und Nordischer Kombinierer.
Neuner, der für den Skiclub Partenkirchen startete, wurde 1924 Deutscher Meister im Skispringen. 1926 gewann er den Titel in der Nordischen Kombination. Zwischen 1924 und 1928 gewann er fünfmal in Folge das Neujahrsspringen in Garmisch-Partenkirchen und ist damit der Rekordsieger. Bei den Olympischen Winterspielen 1928 in St. Moritz erreichte Neuner von der Normalschanze den neunten Platz.
Martin Neuner war, wie sein Bruder Karl Neuner, der ebenfalls als Nordischer Kombinierer an den Olympischen Spielen teilnahm, Jäger von Beruf.